# دانيال بولاك
دانيال بولاك (بالإنجليزية: Daniel Pollack)‏ هو عازف بيانو أمريكي، ولد في 1935 في لوس أنجلوس في الولايات المتحدة.

## وصلات خارجية
- الموقع الرسمي
- دانيال بولاك على موقع ميوزك برينز (الإنجليزية)